# Parafia św. Antoniego w Szczecinie
Parafia pw. św. Antoniego w Szczecinie – parafia rzymskokatolicka należąca do dekanatu Szczecin-Żelechowo, archidiecezji szczecińsko-kamieńskiej, metropolii szczecińsko-kamieńskiej. Została erygowana 14 października 1945 roku. Siedziba parafii mieści się w Szczecinie.

## Historia
Pierwsza wzmianka źródłowa pochodzi z roku 1261, kiedy to książę Bogusław I darował Warszewo klasztorowi żeńskiemu w Szczecinie. Darowizna została poświadczona dokumentem z roku 1271. Już w 1283 roku istniał tu niewielki kościół, rozebrany w wieku XIX.

## Działalność parafialna

### Wspólnoty parafialne
- Wspólnota Apostołów Miłosierdzia Bożego
- Wspólnota Żywego Różańca
- Wspólnota Jan Chrzciciel
- Domowy Kościół
- Duszpasterstwo Studentów i Młodzieży